# مورو ۲۲۷۷
سیارک ۲۲۷۷ (به انگلیسی: 2277 Moreau، نامگذاری:1950DS) دو هزار و دویست و هفتاد و هفتمین سیارک کشف شده‌است که در ۱۸ فوریه ۱۹۵۰ کشف شد.
قدر مطلق سیارک برابر ۱۲٫۲۰ است.